# Isidorus van Madrid
Isidorus van Madrid (Madrid, c. 1070 - 15 mei 1130) ook wel Isidoor genoemd, in Spanje Isidro is de beschermheilige van de boeren. Zijn feestdag is 15 mei. Isidorus werd heilig verklaard op 12 maart 1622 door paus Gregorius XV.

## Leven
Isidorus is de patroonheilige van de boeren. In vrijwel elk bisdom wordt Isidorus, een boer van eenvoudige komaf, wel op een één of andere dag in april of mei gevierd. Isidorus was zoon van een landarbeider in dienst van een grootgrondbezitter in de omgeving van Madrid. Hij trad in het huwelijk met de eveneens heilig verklaarde Santa María de la Cabeza. Het vroege overlijden van een van hun kinderen spoorde hen aan tot een zeer vrome levenswijze, zeer tegen de zin van de collega's van Isidorus. Bidden deed je op zondag in de kerk en niet op het land of onder het werk. Ze deden hun beklag bij hun heer die vervolgens Isidorus ging bespieden. En hier zag de hereboer een wonder. In de tijd dat Isidorus zat te bidden, pakten engelen de ploeg achter de ossen en ploegden hiermee de akker. Een andere keer liet de horige een bron ontspringen om de akkers te bevloeien. Snel was Isidorus voor de bevolking bij het leven al heilig, nog eens gesterkt doordat hij alles wat hij missen kon weggaf aan de minder bedeelden. Ondanks dat de Heiligverklaring door de kerk nog 5 eeuwen op zich liet wachten, was zijn verering al wijdverbreid onder de Europese boerenstand.

## Wonderen en legenden
- Op een dag kwam hij te laat op het werk doordat hij de mis had bijgewoond. Isidorus werd toen ploegend op het land gezien in gezelschap van engelen die een tweede span witte ossen leidden. Johannes Stalpaert van der Wiele wijdde een gedicht aan dit wonder, ‘Sinte Isidorus, patroon van de landbouwers’.
- In de winter gaf hij eens de helft van zijn koren aan de hongerige vogels; de overgebleven helft leverde daarna twee keer zoveel meel op als normaal.
- In een visioen leidde Isidorus koning Alfonsus van Castilië naar een plek waar hij met succes een verrassingsaanval kon uitvoeren op de Moorse vijand.
- In 1615 werden de relieken van de nederige knecht naar het slaapvertrek van de ernstig zieke Filips III gebracht, waarna de koning onmiddellijk herstelde. De koning diende daarop een aanvraag in bij de paus om Isidorus heilig te verklaren, wat in 1622 gebeurde.

## Kerk van San Isidro
Het altaarstuk van de Heilige Familie van Sebastián Herrera en de kapel van Jesús del Gran Poder vormen enkele hoogtepunten van deze kerk, ontworpen door Pedro Sánchez naar voorbeeld van de Il Gesù in Rome; de eerste steen werd gelegd door Filips IV. Deze kerk is gelegen aan de zuidkant van het Plaza Mayor en is gewijd aan de patroonheilige van de stad Madrid, H. Isidorus (1070-1130). De kerk van San Isidro is een 18de-eeuwse barokke jezuïetenkerk. De façade van de kerk bevat grote ingebouwde kolommen en een ingemetselde nis waar sculpturen staan van Juan Pascual de Mena.

## Vernoemingen
- Sint-Isidoruskapel, een veldkapel in de buurtschap Gendijk bij Neer in de gemeente Leudal
- Sint-Isidoruskapel, een veldkapel in Swier in de gemeente Roerdalen
- Sint Isidorushoeve, een kerkdorp in de gemeente Haaksbergen in Twente
- Sint Isidorushoeve, een boerderij in Spijkdorp op Texel
- Sint Isidorusplein in Groessen in de gemeente Duiven
- Schutterij St. Isidorus in de buurtschap Oud-Dijk bij Didam in de gemeente Montferland
- Kerken
  - Sint-Isidoruskerk (Haler) in de gemeente Leudal
  - Sint-Isidoruskerk (Heibloem) in Heibloem in de gemeente Leudal
  - Sint-Isidoruskerk (St. Isidorushoeve)